# Maja e Radohimës
Maja e Radohimës är en bergstopp i Albanien.   Den ligger i prefekturen Qarku i Shkodrës, i den norra delen av landet, 120 km norr om huvudstaden Tirana. Toppen på Maja e Radohimës är 2 568 meter över havet, eller 859 meter över den omgivande terrängen. Bredden vid basen är 19,5 km.
Terrängen runt Maja e Radohimës är huvudsakligen bergig.   Runt Maja e Radohimës är det ganska tätbefolkat, med 96 invånare per kvadratkilometer.. 
Omgivningarna runt Maja e Radohimës är en mosaik av jordbruksmark och naturlig växtlighet.